# Paakitsoq
Paakitsoq [ˈpaːˌkit͡sɔq] (nach alter Rechtschreibung Pâkitsoĸ) ist eine wüst gefallene grönländische Siedlung im Distrikt Ilulissat in der Avannaata Kommunia.

## Lage
Paakitsoq liegt an der Nordküste eines kleinen gleichnamigen Fjords, der durch den Paakitsup Ilorlia gespeist wird, an dem sich das Wasserkraftwerk von Ilulissat befindet. Paakitsoq liegt 22 km nordöstlich von Oqaatsut und 36 km nordnordöstlich von Ilulissat.

## Geschichte
Paakitsoq wurde 1832 als Udsted gegründet. Es handelte sich damals um den ersten Udsted im Kolonialdistrikt. Die Kolonie war zu dicht bevölkert gewesen, sodass einige der Bewohner sich einen neuen Jagd- und Wohnplatz suchen sollten. Obwohl die Jagdbedingungen gut waren, war Paakitsoq nie wirtschaftlich erfolgreich. 1870 gab es lediglich zwei Häuser, was den Ort zu einem sehr kleinen Udsted machte und kurze Zeit später wurde der Udstedsstatus entzogen, sodass der Ort nur noch ein Wohnplatz war. 1902 wurde Paakitsoq aufgegeben.